# Канабіноїдні рецептори

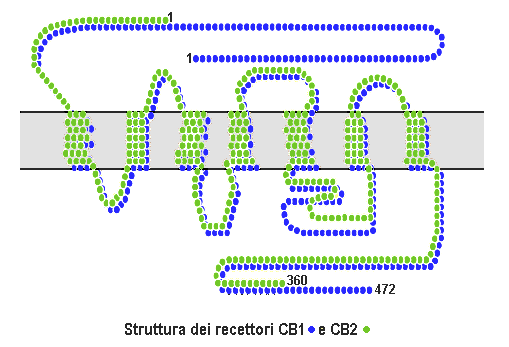
Структура CB_{1} и CB_{2}

Канабіноїдні рецептори — клас клітинних рецепторів, що належать надродині G-білокспряжених мембранних рецепторів і зв'язуються з ендоканабіноїдними лігандами(анандамід і 2-арахідоноілгліцерол) і екзогенними лігандами (власне канабіноїдами і їх синтетичними аналогами).

## Типи канабіноїдних рецепторів і їх локалізація
Відомі два різновиди канабіноїдних рецепторів ссавців: CB1 (в центральній і периферичній нервовій системі) і CB2 (переважно в імунокомпетентних і гемопоетичних клітинах). Концентрація рецепторів CB1 спостерігається в ЦНС (кора головного мозку, гіпокамп, мозочок, хвостате ядро смугастого тіла, ретикулярна частина substantia nigra). CB1-рецептори в значно менших концентраціях присутні також і в периферичній нервовій системі, в тому числі і периферичних гангліях, гіпофізі, надниркових залозах, серці. У природному стані дані рецептори активуються анандамідом і сприяють гальмуванню гіперактивності, викликаної надлишком дофаміну. Введення в організм екзогенних канабіноїдів (наприклад, тетрагідроканабінолу) впливає на СВ1 аналогічним чином, але більш інтенсивно.
Рецептори СВ2 були вперше виявлені в селезінці, потім в інших залозистих тканинах (підшлунковій залозі, яєчниках і так далі). На відміну від СВ1, вони добре пов'язують екзогенні канабіноїди, але демонструють низьку спорідненість з анандамідом.